# Stockwell (Indiana)
Pour les articles homonymes, voir Stockwell (homonymie).
Stockwell est une census-designated place située dans le comté de Tippecanoe, dans l’État de l'Indiana, aux États-Unis. Lors du recensement de 2020, elle compte 494 habitants.